# Vitallium

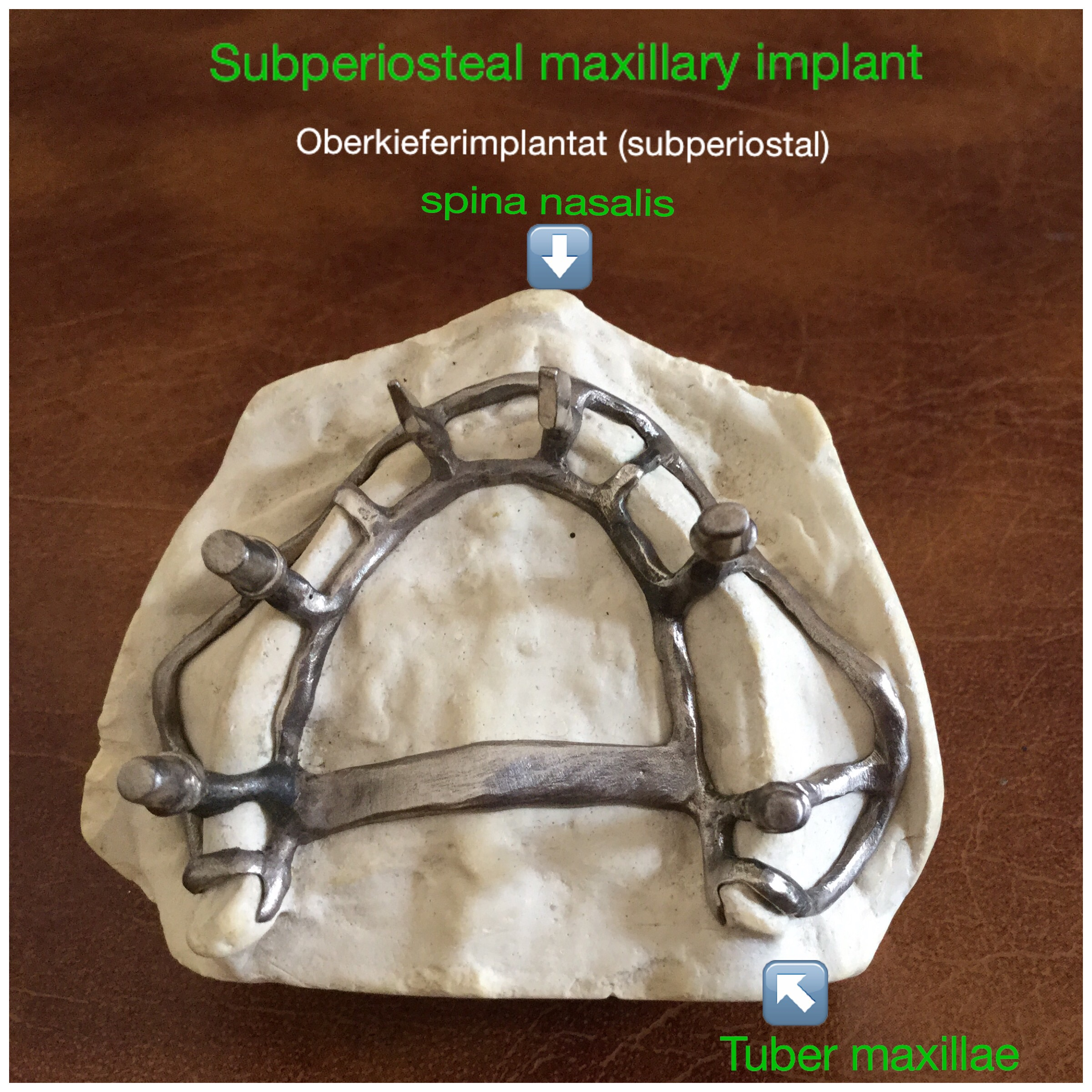
Tandprotes av vitallium.

Vitallium är en grupp metallegeringar innehållande främst kobolt, krom och molybden, men också mindre mängder mangan, kisel och kol. De är fysiologiskt inerta och utmärks allmänt av hög korrosionsbeständighet, speciellt mot utspädda syror. En vanlig komposition är 65% kobolt, 30% krom, 5% molybden.

## Användning
Vitallium används inom skelettkirurgin för framställning av konstgjorda leder, för exempelvis tillverkning av tandproteser. Det används också för komponenter i turboladdare, på grund av dess värmebeständighet.